# Omar Pumar
Omar Enrique Pumar Roldan (Caracas, 18 de septiembre de 1970) es un ciclista profesional venezolano, compitió entre los años 1988 y 2002.

## Palmarés
1992
- 1.º en Clasificación General Clásico Ciclístico Banfoandes  Venezuela

1993
- 1.º en Clasificación General Clásico Virgen de la Consolación de Táriba  Venezuela
- 1.º en Clasificación General Vuelta a Venezuela  Venezuela

1996
- 1.º en Clasificación General Vuelta al Zulia  Venezuela
- 1.º en 11.ª etapa Vuelta al Táchira  Venezuela

1998
- 1.º en 11.ª etapa Vuelta al Táchira  Venezuela

2000
- 1.º en 9.ª etapa Vuelta al Táchira  Venezuela

## Grandes vueltas
| Carrera                  | 1996 | 1997 |
| ------------------------ | ---- | ---- |
| Giro d'Italia            | 39°  | 73°  |
| Le Tour de France        | 105° | -    |
| Vuelta Ciclista a España | -    | -    |

## Equipos
- 1988  Lotería del Táchira
- 1992  Cadafe
- 1994  Brescialat
- 1996  San Marco Group
- 1997  Brescialat
- 2000  Café de Costa Rica
- 2001  Lotería del Táchira